# Congregacionalismo nos Estados Unidos
A história do Congregacionalismo Norte-Americano começou no ano de 1620, com a chegada à Baía de Massachussets dos 102 colonos que partiram da Inglaterra embarcados no navio Mayflower e fundaram a colônia de Plymouth. Dos 102 passageiros do navio, 35 eram membros da Igreja de exilados de Leyden (Holanda), pastoreada por John Robinson. Eles fundaram a primeira igreja do tipo congregacionalista na América.
Pouco tempo depois dos Peregrinos do Mayflower chegarem ao Novo Mundo, a situação na Inglaterra piorou. Charles I assumiu o trono e o novo Arcebispo era William Laud. A perseguição contra os Puritanos na Inglaterra aumentou e, por volta de 1640, aproximadamente 20 mil Puritanos haviam partido para a América, por causa da liberdade religiosa. Na Inglaterra, eles eram uma parte da Igreja da Inglaterra, mas no Novo Mundo eles estabeleceram congregações independentes, sob a forma de governo congregacionalista.
O Congregacionalismo na América cresceu em sua influência. As primeiras universidades dos Estados Unidos, como Harvard e Yale, foram estabelecidas para treinar pastores Congregacionais. Dartmouth foi estabelecida para treinar missionários Congregacionais, a fim de que pudessem evangelizar os índios.
Por volta de 1734 houve um avivamento na região da Nova Inglaterra liderado por Jonathan Edwards, pastor de uma igreja Congregacional em Northampton. Esse avivamento, que ficou conhecido como Primeiro Grande Despertamento, se espalhou por toda a região, mas também levantou a resistência de alguns opositores.
Como não havia instituições superiores que assegurassem uma uniformidade doutrinária entre as congregações, as Igrejas Congregacionais se tornaram diversificadas do que outras igrejas Reformadas. Nos séculos XVIII e XIX, muitos pastores e igrejas Congregacionais tornaram-se unitarianos, negando a doutrina da Trindade. O Unitarianismo, que fora introduzido em Boston por volta de 1776, em 1815 já havia sido adotado por 12 das 14 igrejas Congregacionais da cidade. O mesmo aconteceu com o resto de Massachussets, onde 96 igrejas se passaram para o novo credo e muitas outras, diminuídas de seus membros, tiveram que reiniciar suas atividades com os poucos que restaram. As igrejas foram divididas em evangélicas (ou conservadora) e liberais. As igrejas mais liberais mudaram-se rapidamente para o Unitarianismo.
Os congregacionais norte-americanos também estavam na dianteira da atividade missionária tanto nacional como estrangeira. Logo no ano de 1640, já havia missionários pregando aos indígenas. A primeira Bíblia publicada no Novo Mundo foi de uma tradução indígena. David Brained foi um dos primeiros missionários entre os indígenas. Em 1798, a primeira sociedade missionária nacional foi organizada na América. Seu objetivo era "cristianizar os indígenas da América do Norte, manter e promover o conhecimento cristão nos novos povoados dentro dos Estados Unidos". Em 1826, a Sociedade Missionária Nacional Americana foi reformada, a qual tornou-se depois a Sociedade Missionária Nacional Congregacional. Grupos de estudantes seminaristas foram enviados para o oeste para implantar novas Igrejas.
O começo do movimento missionário moderno está também ligado aos Congregacionais e ao histórico Encontro de Oração de Haystack. Uma noite, um grupo de estudantes avistou um abrigo debaixo de um monte de feno durante uma tempestade. E naquele lugar eles oravam e foram avivados com zelo missionário. Daquela reunião de oração, foi proposta em 1819 a ciração da Junta Americana de Comissionados para Missões Estrangeiras, que se tornou uma realidade em 1812.
No início do século XIX, na marcha para o Oeste, a fim de promover cooperação na evangelização nas novas fronteiras, foi celebrado entre os congregacionais e os presbiterianos um Plano da União, através do qual ministros de uma das denominações poderiam servir na outra. Entretanto, durante os 50 anos de funcionamento do Plano, cerca de 2 000 igrejas se tornaram presbiterianas.
Foi por volta de 1870 que as igrejas congregacionais se organizaram nacionalmente no Concílio Geral de Igrejas Congregacionais. Em 1931, esse Concílio Geral se uniu à Convenção Geral da Igreja Cristã, uma denominação também regida pelo governo congregacional, formando assim o Concílio das Igrejas Cristãs Congregacionais.
Desde o início do século XX, o liberalismo teológico começou a tomar conta das principais denominações norte-americanas. O Presbiterianismo, o Episcopalismo, o Metodismo e o Luteranismo foram todos afetados, mas o Congregacionalismo estava tornando-se o mais liberal de todos esses grupos.  Por causa dessa predomínio do liberalismo, um grupo de pastores e Igrejas Congregacionais conservadoras começaram a se reunir e, em 1945, formaram um grupo intitulado Aliança Congregacional Cristã Conservadora, mas ainda estavam filiados ao Concílio das igrejas Cristãs Congregacionais.
Contudo, naquele mesmo período, o Concílio de Igrejas Cristãs Congregacionais estava discutindo  a possibilidade de unir-se com uma denominação não-congregacional. Por isso, em 1948, um grupo de pastores e igrejas, ligados à Aliança Congregacional Cristã Conservadora, formou uma nova denominação - a  Conferência Cristã Congregacional Conservadora , que conta atualmente com cerca de 280 igrejas locais nos EUA, e está filiada à WECF -  Fraternidade Mundial Evangélica Congregacional , da qual também faz parte a Fraternidade Evangélica de Igrejas Congregacionais da Inglaterra.
Em 1957, o Concílio de Igrejas Cristãs Congregacionais se uniu à Igreja Reformada e Evangélica e formou a Igreja Unida de Cristo, denominação que conta atualmente com cerca de 5 320 igrejas locais e é uma das denominações mais liberais dos Estados Unidos, tendo ordenado seu primeiro pastor abertamente homossexual em 1972. Em 2005, o Sínodo Geral da Igreja Unida aprovou o casamento entre pessoas do mesmo sexo. Essa decisão fez com que algumas igrejas deixassem a denominação, como ocorreu com as igrejas da Conferência de Porto Rico. Contudo, a grande maioria das Igrejas Congregacionais dos Estados Unidos hoje em dia são membros da Igreja Unida de Cristo.
Outro grupo de igrejas Congregacionais formado a partir do surgimento da Igreja Unida de Cristo foi a Associação Nacional de Igrejas Cristãs Congregacionais (National Association of Congregational Christian Churches - NACCC).